# Синкреєнь
Синкреєнь, Синкреєні (рум. Sâncrăieni) — комуна у повіті Харгіта в Румунії. До складу комуни входить єдине село Синкреєнь.
Комуна розташована на відстані 209 км на північ від Бухареста, 6 км на південь від М'єркуря-Чука, 75 км на північ від Брашова.

## Населення
За даними перепису населення 2002 року у комуні проживали 6194 особи.
Національний склад населення комуни:
| Національність | Кількість осіб | Відсоток |
| -------------- | -------------- | -------- |
| угорці         | 6078           | 98,1%    |
| цигани         | 58             | 0,9%     |
| румуни         | 57             | 0,9%     |
| поляки         | 1              | < 0,1%   |

Рідною мовою назвали:
| Мова      | Кількість осіб | Відсоток |
| --------- | -------------- | -------- |
| угорська  | 6099           | 98,5%    |
| румунська | 57             | 0,9%     |
| циганська | 37             | 0,6%     |
| російська | 1              | < 0,1%   |

Склад населення комуни за віросповіданням:
| Релігія                                       | Кількість осіб | Відсоток |
| --------------------------------------------- | -------------- | -------- |
| римо-католики                                 | 6038           | 97,5%    |
| реформати                                     | 69             | 1,1%     |
| православні                                   | 61             | 1,0%     |
| унітарії                                      | 14             | 0,2%     |
| не релігійні                                  | 4              | 0,1%     |
| греко-католики                                | 2              | < 0,1%   |
| п'ятдесятники                                 | 1              | < 0,1%   |
| адвентисти                                    | 1              | < 0,1%   |
| лютерани (Синодально-пресвітеріанська церква) | 1              | < 0,1%   |
| не вказали релігію                            | 1              | < 0,1%   |

## Зовнішні посилання
- Дані про комуну Синкреєнь на сайті Ghidul Primăriilor [Архівовано 6 квітня 2013 у Wayback Machine.]